# Anna Kalisz
Anna Maria Kalisz – polska prawnik, dr hab. nauk prawnych, profesor nadzwyczajny Instytutu Prawa, Administracji i Zarządzania Wydziału Filologiczno-Historycznego Uniwersytetu Humanistyczno-Przyrodniczego im. Jana Długosza w Częstochowie.

## Życiorys
W 2001 ukończyła studia prawa na Uniwersytecie Marii Curie-Skłodowskiej w Lublinie, 12 kwietnia 2006 obroniła pracę doktorską Wykładnia Europejskiego Trybunału Sprawiedliwości w procesie stosowania prawa wspólnotowego, 14 grudnia 2016 habilitowała się na podstawie pracy zatytułowanej Mediacja jako forma dialogu w stosowaniu prawa. Pracowała w Wyższej Szkole Humanitas, oraz w Instytucie Historii i Teorii Państwa i Prawa na Wydziale Prawa i Administracji Uniwersytetu Marii Curie-Skłodowskiej w Lublinie.
Była profesorem nadzwyczajnym w Instytucie Prawa, Administracji i Zarządzania na Wydziale Filologicznym i Historycznym Uniwersytetu Humanistyczno-Przyrodniczego im. Jana Długosza w Częstochowie.